# Ora o mai più
Ora o mai più (literalmente, Ahora o nunca más) es una película italiana de 2003 dirigida por Lucio Pellegrini que cuenta la educación emocional y política de un joven de veinticinco años, el cual descubre y explora la realidad de los centros sociales.

## Trama
David (Jacopo Bonvicini) es un estudiante modelo del último año de la Facultad de Física de la Scuola Normale Superiore de Pisa, prácticamente vive en una realidad paralela, compuesta por libros y argumentos sobre los dos máximos sistemas del mundo, sin ningún contacto con la realidad cotidiana.
Todo cambia cuando, poco antes de su examen final, participa de una reunión estudiantil para seguir a Viola (Violante Placido), después de que ésta le había dado un volante. David se obsesiona por Viola y comienza a descubrir una vida nueva junto con los compañeros idealistas antiglobalización de universidad. El grupo decide tomar una casa para formar un centro de ayuda comunitaria mientras se organizan para protestar en la cumbre del G8 del año 2001 en Génova. David se encuentra en una encrucijada entre sus responsabilidades como estudiante y los ideales rebeldes.  